# Nephelornis oneilli
El pardusco o tangara pardusca (Nephelornis oneilli) también denominado chipe pardusco es una especie de ave paseriforme de la familia Thraupidae, la única del género monotípico Nephelornis. Es endémico de los Andes del centro de Perú.

## Distribución y hábitat
Se distribuye por la ladera oriental de los Andes de Perú en los departamentos de San Martín, La Libertad, Amazonas (en Kuélap), y Huánuco (al este del río Huallaga cerca de Panao, y al oeste de la cordillera Carpish).
Esta especie es considerada muy local, pero común donde ocurre, en su hábitat natural: los bosques enanos cerca de la línea de árboles, principalmente entre los 3000 y los 3800 m de altitud.

## Descripción
Mide 13 cm de longitud. Su plumaje es de colores apagados, por arriba es pardo oliva apagado y por abajo es beige ocráceo. Su pico esbelto y puntiagudo lo distingue de cualquier otro pinchaflor (Diglossa) y se parece algo con la hembra del dacnis andino (Xenodacnis parina). No presenta dimorfismo sexual, a pesar de que la hembra es algo menor.

## Comportamiento
Andan en grupos de hasta quince individuos, que casi siempre se mueven rápidamente, algunas veces juntándose a bandadas mixtas, y no son para nada tímidos. Algunas veces saben sacudir la cola lateralmente. Forrajean buscando por insectos entre el follaje y en el musgo. El llamado de contacto, dado con frecuencia, es un «siip».

## Sistemática

### Descripción original
La especie N. oneilli y el género Nephelornis fueron descritos por primera vez por los ornitólogos estadounidenses George Hines Lowery, Jr. y Dan A. Tallman en 1976 bajo el mismo nombre científico; su localidad tipo es: «Bosque Unchog, en el paso entre Churubamba y Hacienda Paty sobre Acomayo, 09°41'S, 75°07'W, elevación aproximada 3592 m., Departamento Huánuco, Perú»; el holotipo, un macho adulto, fue colectado el 16 de julio de 1975 por Theodore A. Parker III y se encuentra depositado en el Museo de Historia Natural de la Universidad Estatal de Luisiana bajo el número LSUMZ 81114.

### Etimología
El nombre genérico masculino «Nephelornis» se compone de las palabras del griego «nephelē»: nube, y «ornis»: pájaro, en alusión al ambiente de bosque nublado donde habita; y el nombre de la especie «oneilli», conmemora al ornitólogo estadounidense John Patton O'Neill.

### Taxonomía
Es monotípica. Los amplios estudios filogenéticos recientes de Burns et al. (2014) demuestran que el presente género está hermanado con Urothraupis y el par formado por ambos, forma un clado con el género Microspingus, todos en una subfamilia Poospizinae.